# Keeper of the Seven Keys Part 2
Keeper of the Seven Keys Part 2 to album grupy Helloween. Druga płyta z cyklu Keeper of the Seven Keys to ugruntowanie pozycji Helloween. Na ostateczny kształt płyty duży wpływ miał Michael Weikath, który skomponował większość utworów.
W 2006 r. ukazała się remasterowana dwupłytowa edycja płyty z dodatkowymi utworami.

## Lista utworów
1. "Invitation" (Michael Weikath/Tommy Hansen) - 1:06
2. "Eagle Fly Free" (Michael Weikath) - 5:08
3. "You Always Walk Alone" (Michael Kiske) - 5:08
4. "Rise and Fall" (Michael Weikath) - 4:20
5. "Dr. Stein" (Michael Weikath) - 5:03
6. "We Got the Right" (Michael Kiske) - 5:07
7. "Save Us" (Kai Hansen) - 5:12
8. "March of Time" (Kai Hansen) - 5:13
9. "I Want Out" (Kai Hansen) - 4:39
10. "Keeper of the Seven Keys" (Michael Weikath) - 13:38

cd 2 bonusowej edycji z 2006r:
1. "Savage" (B-Side) – 3:25
2. "Living Ain’t No Crime" (B-side) – 4:42
3. "Don’t Run for Cover" (B-side) – 4:45
4. "Dr. Stein" (remix) – 5:05
5. "Keeper of the Seven Keys" (remix) – 13:51